# Фруктовий крем
Фрукто́вий крем (фрукто́вий курд) — поширений у Великій Британії та Північній Америці десертний крем, що готують з цитрусів (лимони, лайми, апельсини, танжерини), яєць та цукру. Цедра надає крему особливий аромат, хоча фруктовий курд готують також з маракуї, манго або ягід (малина, ожина, журавлина). Деякі рецепти також містять яєчні білки й масло.
В Англії кінця XIX — початку XX сторіччя крем домашнього виробництва традиційно подавався до хлібу чи булочок як альтернатива джему, а також використовувався як начинка для випічки.
Сучасні варіанти крему, в тому числі промислового виробництва, досі широко використовуються для булочок, тостів, кексів, мафінів, тартів чи морозива. З XIX сторіччя улюбленим у Великій Британії та США є лимонний пиріг з меренгою.
Консистенція маси кремообразна та нагадує пудинг. Від заварного крему з яєць і молока фруктовий курд відрізняється більш високим вмістом соку і цедри, а відтак і сильнішим ароматом. Крім того, фруктовий крем, що містить масло, має більш однорідну та кремову структуру, аніж заварний крем, у якому зазвичай використовується не масло, а борошно чи крохмаль. Фруктовий крем зазвичай не їдять як самостійну страву. Але якщо під час приготування крему в нього додати вдвічі менше вершкового масла, ніж того потребує рецепт, то курд можна їсти як самостійну страву.

## Галерея

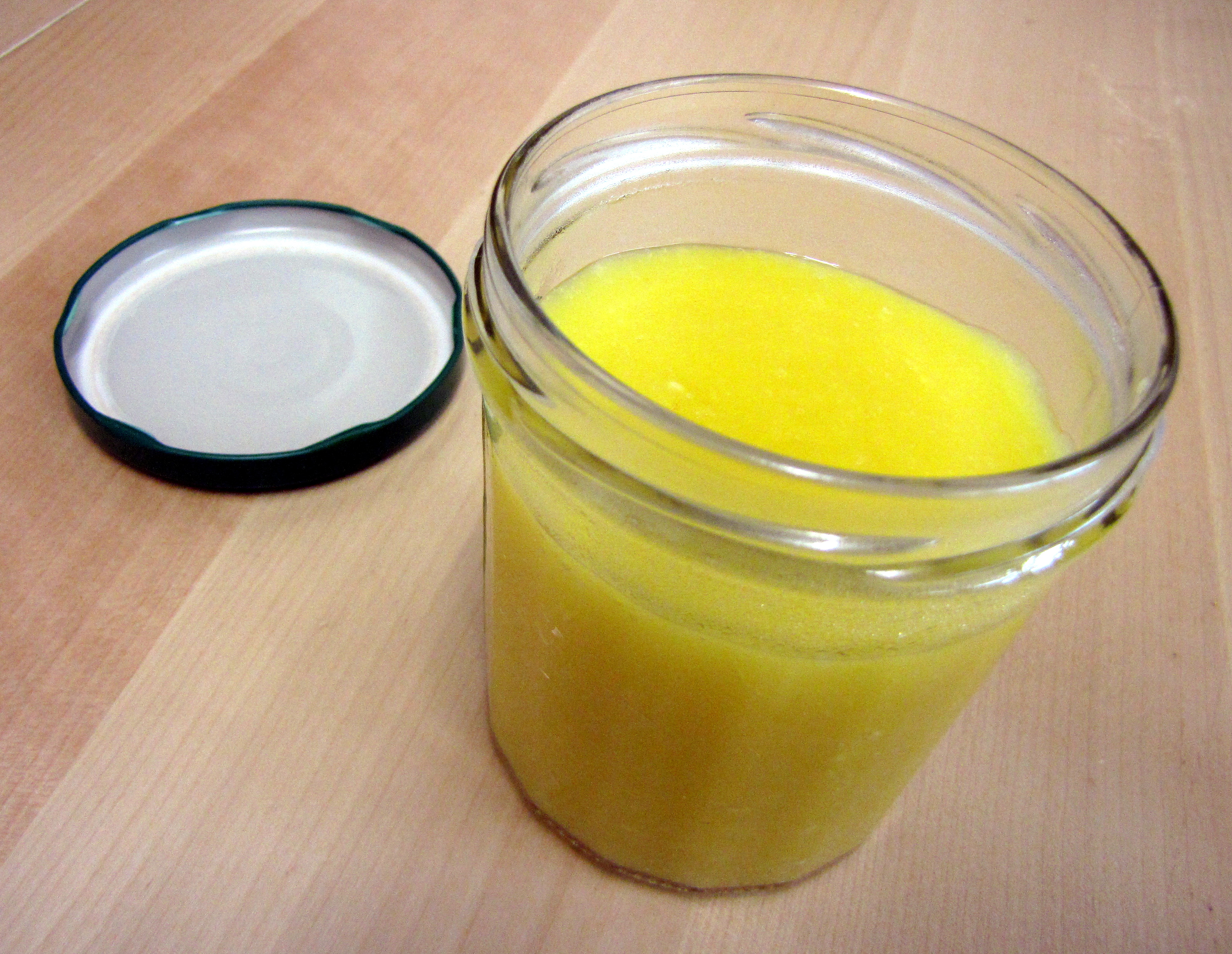
Лимонний крем
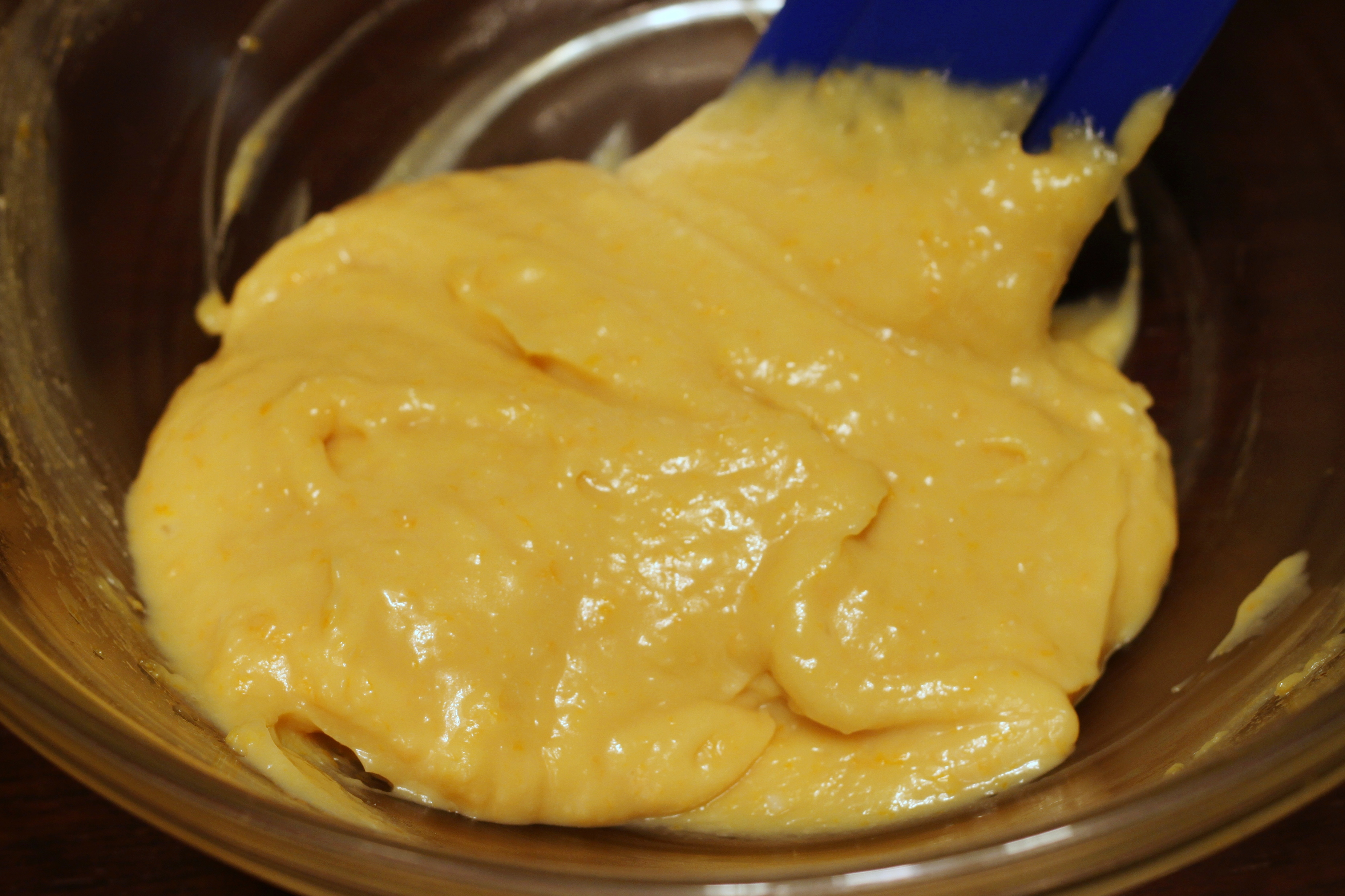
Апельсиновий крем